# Salomėja Nėris
Salomėja Nėris (nacida Salomėja Bačinskaitė - Bučienė) (17 de noviembre de 1904 –7 de julio de 1945) es una de las más conocidas poetas de Lituania.

## Biografía
Nėris nació en Kiršai, en el actual distrito de Vilkaviškis. Se graduó en la Universidad de Lituania donde estudió Lituano, Alemán y Literatura. A continuación fue profesora en Lazdijai, Kaunas, y Panevėžys. Su primera colección de poemas, titulada Anksti rytą (Por la mañana temprano), fue publicada en 1927.
En 1928, Nėris se graduó en la Universidad y fue nombrada profesora de alemán en el Instituto Sejny žiburys' en Lazdijai. Hasta 1931, Nėris contribuyó en publicaciones nacionalistas y católicas. Mientras estudiaba alemán en Viena, en 1929, Nėris conoció a Bronius Zubrickas (estudiante de medicina) y empezó a sentirse atraída por él. Zubrickas tenía una ideología socialista por lo que Nėris se unió a actividades socialistas.
En 1931, Nėris se trasladó a Kaunas, donde dio lecciones y editó cuentos populares lituanos. En su segunda colección de poesía, Las huellas en la arena, hay una evidente crisis espiritual. En el mismo año, publicó en el periódico procomunista Trečias frontas (El Tercer Frente) versos de tema revolucionario.
También se le publicó una promesa para trabajar a favor del comunismo. Sin embargo, no fue escrita por ella sino por el editor jefe de Trečias frontas, Kostas Korsakas, y el activista comunista Valys Drazdauskas (Nėris estaba más interesada en escribir poesía que en declaraciones políticas o teorías sobre arte) (ver).
Salomėja Nėris fue galardonada con el Premio Nacional de Literatura en 1938.

### Actividades durante la ocupación Soviética
Hay opiniones controvertidas sobre su relación con la Ocupación Soviética. Fue designada diputada de la Liaudies Seimas ("Dieta del Pueblo"), una asamblea legislativa títere respaldada por los soviéticos, que adoptó la decisión unánime de transformar la Lituania independiente en una República de la URSS, y fue miembro de la delegación de la Seimas que acudió al Sóviet Supremo de la Unión Soviética para pedir que Lituania fuera aceptada dentro de la Unión Soviética.
Se le pidió que escribiese un poema en honor a Stalin y fue subsiguientemente galardonada con el Premio Stalin (ya a título póstumo, en 1947). Después de eso escribió más piezas sobre el tema, alentada por los funcionarios del Partido Comunista de la Unión Soviética. Pasó la Segunda Guerra Mundial en la República Socialista Federativa Soviética de Rusia.
Salomėja Nėris regresó a Kaunas pero cayó enferma y murió de cáncer de hígado en un hospital de Moscú en 1945. Sus últimos poemas muestran un profundo afecto por Lituania. Fue enterrada en Kaunas, en la plaza del Museo de la Cultura, y, posteriormente, en el Cementerio Petrašiūnai.

## Seudónimo
Su seudónimo inicial era Neris, el nombre del segundo río más grande de Lituania. En 1940, recibió una carta de sus estudiantes llamándola traidora a su patria y pidiéndola que no usara el nombre del Río Neris. Entonces añadió un diacrítico sobre la "e" usando, a partir de entonces, la firma de Nėris, que hasta entonces no tenía un significado en particular.

## Libros
- Anksti rytą. - Kaunas, 1927. - 77p.
- Pėdos smėly. - Kaunas: Sakalas, 1931. - 61p.
- Per lūžtantį ledą. - Kaunas: Sakalas, 1931. - 48p.
- Mūsų pasakos / sp. paruošė S.Nėris. - Kaunas: Spindulys, 1934. - 160p.
- Per lūžtantį ledą. - [Kaunas]: Sakalas, [1935]. - 48p.
- Diemedžiu žydėsiu. - Kaunas: Sakalas, 1938. - 69p.
- Eglė žalčių karalienė. - Kaunas: Valst. l-kla, 1940. - 107p.
- Poema apie Staliną. - Kaunas: Spaudos fondas,1940. - 16p.
- Rinktinė. - Kaunas: Valst. l-kla, 1941. - 192p.
- Dainuok, širdie gyvenimą: eilėraščiai ir poemos. - Kaunas: Valst. l-kla, 1943. - 39p.
- Lakštingala negali nečiulbėti. - Kaunas: Valst. grož. lit. l-kla, 1945. - 109p.
- Eglė žalčių karalienė. - [Kaunas]: Valst. grož. lit. l-kla, 1946. - 96p.
- Poezija: [2t.]. - Kaunas: Valst. grož. lit. l-kla, 1946.
- Našlaitė. - Kaunas: Valst. grož. lit. l-kla, 1947. - 48p.
- Žalčio pasaka. - Chicago, 1947. - 112p.
- Rinktinė. - Vilnius: Valst. grož. lit. l-kla, 1950. - 276p.
- Eilėraščiai. - Vilnius: Valst. grož. lit. l-kla, 1951. - 84p.
- Poema apie Staliną. - Vilnius: Valst. grož. lit. l-kla, 1951. - 36p.
- Pavasario daina. - Vilnius: Valst. grož. lit. l-kla, 1953. - 38p.
- Poezija. - Vilnius: Valst. grož. lit. l-kla, 1954. - 500p.
- Baltais takeliais bėga saulytė. - Vilnius: Valst. grož. lit. l-kla, 1956. - 164p.
- Raštai : trys tomai. - [Vilnius]: Valst. grož. lit. l-kla, 1957.
- Rinktinė. - Kaunas: Valstybinė pedagoginės literatūros leidykla, 1958. - 112p. - (Mokinio biblioteka).
- Širdis mana - audrų daina. - Vilnius: Valst. grož. lit. l-kla, 1959. - 474p.
- Eglė žalčių karalienė: poema pasaka. - Vilnius: Valst. grož. lit. l-kla, 1961. - 51p.
- Pavasaris per kalnus eina: eilėraščiai. - Vilnius: Valstybinė grožinės literatūros leidykla, 1961. - 511p.
- Biała ścieżka. - Warszawa: Państ. inst. wydawniczy, 1963. - 34p. - in Polish
- Kur baltas miestas: rinktinė. - Vilnius: Vaga, 1964. - 143p.
- Rinktinė. - Kaunas: Šviesa, 1965. - 90p. - (Mokinio biblioteka).
- Laumės dovanos. - Vilnius: Vaga, 1966. - 25 p.
- Poezija: 2t. - Vilnius: Vaga, 1966
- Keturi: poem. - Vilnius: Vaga, 1967.
- U rodnika. - Vilnius: Vaga, 1967. - en ruso
- Lirika. - Moskva: Chudožestvennaja literatura, 1971. - 230p. - en ruso
- Poezija. - Vilnius: Vaga, 1972. - 2 volúmenes
- Negesk žiburėli. - Vilnius: Vaga, 1973. - 151p.
- Egle - zalkšu karaliene: poēma, translation by Daina Avotiņa. - Rīga: Liesma, 1974. - 58p. - en letón
- Širdis mana - audrų daina. - Vilnius: Vaga, 1974. - 477p.
- Kaip žydėjimas vyšnios: poezijos rinktinė. - Vilnius: Vaga, 1978. - 469p.
- Poezija: rinktinė. - Vilnius: Vaga, 1979. - 827p.
- Veter novych dnej: stichotvorenija. - Moskva: Chudožestvennaja literatura, 1979. - 334p. - en ruso
- Mama! Kur tu?: poem. - Vilnius: Vaga, 1980. - 38p.
- Nemunėliai plauks. - Vilnius: Vaga, 1980. - 201p.
- Negesk, žiburėli: eilėraščiai ir poemos. - Vilnius: Vaga, 1983. - 103p.
- Nedziesti, gaismehlit. - Ryga: Liesma, 1984. - 129p. - en letón
- Raštai: 3 volúmenes - Vilnius : Vaga , 1984.
- Blue sister, river Vilija = sesuo Žydrioji - Vilija = Sestra Golubaja - Vilija. - Moskva: Raduga, 1987. - 261p. - en inglés y ruso
- Solovej ne petj ne možet: stichi. - Vilnius: Vaga, 1988. - 160p. - (Litovskaja poezija). - en ruso
- Egle, koroleva užei: poem, translation by M. Petrov. - Vilnius: Vyturys, 1989. - 62p. - en ruso
- Wiersze wybrane, translation by M. Stempkowska. - Kaunas: Šviesa, 1989. - 221p. - en polaco
- Prie didelio kelio: eilėraščiai. - Vilnius: Lietuvos rašytojų s-gos l-kla, 1994. - 96p.
- Tik ateini ir nueini: rinktinė. - Vilnius: Alma littera, 1995. - 220p.
- Eglė žalčių karalienė. - Vilnius: Lietus, 1998. - 126p.

## Enlaces
- A short biography with list of her published works
- Lithuanian Classic Literature Anthology: Salomėja Nėris

- Datos: Q462166
- Multimedia: Salomėja Nėris / Q462166